# Bernard (serie de televisión)
Bernard es una serie de animación por ordenador producida por BRB Internacional, Screen 21 y RG Animation Studios con la inversión de M6, el canal de televisión educacional coreano EBS y el Consejo Superior de Deportes de España. También The Walt Disney Company y Atresmedia. Junior Y duki 
 
Bernard ha sido nominado y premiado en numerosas ocasiones. Destacan el premio Mipcom Jr. Licensing Challenge en 2004 y la nominación en el festival de animación de Annecy en 2003.

## Argumento
Bernard un oso polar, torpe y algo egoísta que viaja por el mundo haciéndose querer. Si algo le puede salir mal, le saldrá peor, y es que cosas tan simples como hacer una foto, jugar al golf o abrir un paraguas pueden convertirse en el mayor de los enredos con él. La vida no será igual después de verla con sus ojos.
Bernard es el protagonista de la serie de TV que lleva su nombre. Tres temporadas formadas por 156 episodios en total que han convertido a Bernard en el oso polar más conocido del planeta. Lloyd, Eva, Zack y Goliat le acompañan en sus aventuras (y desventuras).
Después de varios años de éxito televisivo, Bernard se prepara para dar el salto a la gran pantalla en 3D estereoscópico.

## Premios
- Mejor serie de animación, Premios Zapping 2009.
- Finalista a mejor programa infantil en los X Premios Anuales de la Academia de Televisión 2008.
- Finalista a mejor serie de animación, Festival de Animación de Stuttgart 2006.
- Premio MIPCOM JR Licensing Challenge, Cannes 2004.
- Premio Especial - DIFECA niños y educación 2004.
- Finalista en el Festival Internacional de Animación de Annecy 2003.
- Finalista el Tercer Festival Internacional de Cortos de Animación (Anifest) 2003.
- Finalista en el Net Festival, Seúl, 2003.
- Premio a la mejor animación en Anima Mundi, 2003.
- Finalista en el SICAF, Seúl, 2003.

## Enlaces
- Web oficial
- Web de Screen21
- Bernard en Internet Movie Database (en inglés).

- Datos: Q130801